# 定常菜都子
定常 菜都子（さだつね なつこ、旧姓：岡﨑（おかざき）、1986年1月19日 - ）は、日本海テレビ報道制作局報道制作部副部長、ディレクター。元アナウンサー。鳥取県東伯郡大栄町（現在の北栄町）出身。

## 人物
- やぎ座、血液型AB型。
- 趣味が韓国語の勉強というほどの韓国好き。
- 大学卒業後の2008年4月、日本海テレビに入社（同期は桑原秀和）
- いつも持っているコアラのぬいぐるみの名前はキョンピー。
- 2013年に結婚。2014年1月から現在の姓に変更した[3]。2015年9月11日の『エブリワン』まで出演を続け、その後は産休に入った。11月に第1子の男児を出産。2016年11月18日に産休・育休が明け、職場復帰。
- 2023年に報道制作局制作部副部長となり、ディレクター兼アナウンサーとなった[1]。
- 2024年に報道部・制作部・アナウンス室が統合されて報道制作部となったことに伴い、役職名が報道制作局制作部報道副部長となり、同時にディレクター専任となった。
- 1児の母親である。

## 現在の担当番組
- One（2024年7月 - ）
  - 火曜日→2024年11月から木曜日 16時台「山陰のマル活!」[4]（2024年7月 - ）、火曜日16時台「Oneトレ」（2024年12月17日 - ）

## 過去の担当番組
- ニュースevery日本海（木・金サブキャスター）
- エブリワン
- 情報カフェしまね season2
- しまね家の回覧板（2021年4月 - 2024年3月）
- 金曜スパイス!!
- スパイス!!（ - 2023年3月18日）[5][6][7][8][9]
- ZIP! - 「日本全国うまいもんジャーニー」（2021年3月5日）[10]、「日本一周 お天気カメラでNOW！ニッポン」（2021年4月26日）[11][12]、「星星のNOWニッポン」（2021年5月5日）[13][14]、「まいあさ生中継 NOW！ニッポン」（2021年9月16日、2022年3月24日、10月5日）[15][16][17][18][19][20][21]
- ニュースevery日本海 - サブキャスター（ - 2014年3月）、小林沙貴の代理（2022年3月14日、6月16日、6月17日）[22][23][24]
- おびわんっ!（2023年4月 - 2024年3月） - チーフディレクター（月曜 - 金曜、スタッフ（演出担当）として参加）、さだつねの品サダめ（水曜）[25]
- 定時ニュース（ - 2023年3月。下記番組のローカル枠。）
  - NNNストレイトニュース（ローカルニュース。土曜のみ直後の天気予報を兼務）[注 1]
  - news every.サタデー（ローカルニュース・天気予報）[注 2]
  - 真相報道 バンキシャ!（ローカルニュース）[注 3]

## 過去の出演番組
- オードリーさん、ぜひ会ってほしい人がいるんです。（中京テレビ制作 2019年4月、7月[26]、2020年7月[27]）